# Jose Pulickal
Jose Pulickal (ur. 3 marca 1964 w Inchiyani) – indyjski duchowny syromalabarski, od 2020 biskup Kanjirapally.

## Życiorys
Święcenia kapłańskie przyjął 1 stycznia 1991 i został prezbiterem eparchii Kanjirapally. Był m.in. dyrektorem wydziału katechetycznego, dziekanem wikariatu Pathanamthitta i protosyncelem odpowiedzialnym za duchowieństwo eparchii.
12 stycznia 2016 papież Franciszek potwierdził jego wybór na eparchę pomocniczego Kanjirapally i nadał mu diecezję tytularną Lares. Chirotonii biskupiej udzielił mu 4 lutego 2016 abp Joseph Perumthottam.
15 stycznia 2020 ogłoszono jego wybór na zwierzchnika eparchii Kanjirapally.